# Stemma di Madera

Stemma di Madera

Lo stemma di Madera è stato adottato nel 1991.
Lo stemma è composto da uno scudo centrale che raffigura la bandiera di Madera e che è sorretto da due foche poste ai lati di esso. Questo è un omaggio ai mammiferi trovati dai primi abitanti dell'arcipelago. Sulla parte alta dello stemma la sfera armillare rappresenta l'età delle esplorazioni geografiche ed è anche un omaggio al re Manuele I del Portogallo.
Il motto, disposto su un nastro bianco nella parte inferiore dello stemma, è Das Ilhas as Mais Belas e Livres (in lingua portoghese "Tra tutte le isole, la più bella e libera").